# Plethodontohyla ocellata
Espèce
Statut de conservation UICN

 LC  : Préoccupation mineure
Plethodontohyla ocellata est une espèce d'amphibiens de la famille des Microhylidae. 

## Répartition

Aire de répartition de Plethodontohyla ocellata.

Cette espèce est endémique de Madagascar. Son aire de répartition s'étend du parc national de Masoala jusqu'à celui de Ranomafana. Elle est présente du niveau de la mer jusqu'à 900 m d'altitude,.

## Description
Plethodontohyla ocellata mesure de 45 à 65 mm. Son dos est brun foncé avec des taches blanches mais surtout, au niveau de l'aine, une grande tache noire bordée de blanc, de chaque côté du dos. Son ventre est blanchâtre avec des taches sombres qui peuvent, chez certains individus, devenir la teinte dominante. La peau de son dos est lisse. Son ventre est jaunâtre parfois avec des taches sombres au niveau de la gorge qui peut être entièrement sombre chez le mâle.

## Étymologie
Son nom d'espèce, du latin ocellata, « petits yeux », à l'origine de mot français ocelle, lui a été donné en référence aux taches présentes sur ses flancs.

## Publication originale
- Noble & Parker, 1926 : A synopsis of the brevicipitid toads of Madagascar. American Museum novitates, no 232, p. 1-21 (texte intégral).